# Burdąg (jezioro)
Burdąg (Jezioro Burdąskie) – jezioro w Polsce, położone w województwie warmińsko-mazurskim, w powiecie szczycieńskim, w gminie Jedwabno.

## Dane
- Powierzchnia - 39,2 ha
- Głębokość maksymalna - 5,5 m
- Głębokość średnia - 5,5 m
- Typ - sandaczowe
- Jezioro otwarte:
  - wpływają niewielkie strugi z okolicznych terenów
  - wypływa struga do jeziora Małszewskiego

## Opis
Zbiornik nieco wydłużony z północy na południe. W częściach północnej i południowo-wschodniej na płaskich brzegach leżą podmokłe łąki, pozostałe brzegi są pagórkowate, dawniej pokryte łąkami, obecnie zabudowaniami.
Jezioro sandaczowe, główne ryby to płoć, sandacz, leszcz, lin i węgorz.

W celach rekreacyjnych średnio atrakcyjne. Woda obecnie jest w III klasie lub niżej, a bardzo gęsta zabudowa i ogrodzenia dochodzące do samej tafli wody uniemożliwiają dotarcie do wody z wielu miejsc.
Najbliższa wieś to Burdąg. Leży ona przy drodze powiatowej nr 26657, która łączy Pasym i Jedwabno. Tak więc dojazd drogą krajową nr 53 do Pasymia i dalej na południe, lub 58 do Jedwabna i dalej na północ.